# 帕利切
50°46′16″N 25°38′47″E / 50.77111°N 25.64639°E
帕利切（烏克蘭語：Пальче），是烏克蘭的村落，位於該國西部沃倫州，由盧茨克區負責管轄，始建於1545年，面積1.91平方公里，海拔高度206米，2001年人口388，人口密度每平方公里203.57人。